# Pływanie na Letniej Uniwersjadzie 2007 – sztafeta 4 × 100 metrów stylem zmiennym kobiet
Zawody pływackie w konkurencji 4x100 metrów stylem zmiennym kobiet odbyły się 13 sierpnia na pływalni Aquatic Center of Thammasat University w Bangkoku.
Złoto wywalczyły Japonki (Aya Terakawa, Nanaka Tamura, Yuka Katō, Norie Urabe). Srebro zdobyły Amerykanki (Brooke Bishop, Ellie Weberg, Elaian Breeden, Emily Silver). Brązowy medal przypadł reprezentantantkom Kanady (Kelly Stefanyshyn, Annamay Pierce, MacKenzie Downing, Seanna Mitchell)

## Finał
| Rk. | Kraj                                                                       | Czas    |
| 1   | Japonia Aya Terakawa Nanaka Tamura Yuka Katō Norie Urabe                   | 4:03.11 |
| 2   | Stany Zjednoczone Brooke Bishop Ellie Weberg Elaian Breeden Emily Silver   | 4:03.96 |
| 3   | Kanada Kelly Stefanyshyn Annamay Pierce MacKenzie Downing Seanna Mitchell  | 4:04.52 |
| 4   | Chiny Chen Yanyan Ji Liping Xu Yanwei Pang Jiaying                         | 4:05.25 |
| 5   | Rosja Marija Nikitina Darija Korotenkowa Irina Biespałowa Olga Klucznikowa | 4:05.74 |
| 6   | Włochy Romina Armellini Ombretta Plos Francesca Segat Federica Pellegrini  | 4:07.78 |
| 7   | Australia Amy Lucas Sarah Katsoulis Alanna Tanner Alice Mills              | 4:08.07 |
| 8   | Ukraina Kateryna Zubkowa Julija Pidlisna Jana Kłoczkowa Hanna Dzerkal      | 4:08.46 |

- Strona FISU. fisu.net. [zarchiwizowane z tego adresu (2012-04-23)].